# Sectio alta
Sectio alta of buiksnede is een medische operatieve ingreep, waarbij eerst de onderbuik wordt ingesneden, gevolgd door een snede in de urineblaas met als doel blaasstenen te verwijderen.
De operatie wordt verricht door een uroloog.